# Gengda
Gengda (kinesiska: 耿达乡, 耿达) är en socken i Kina. Den ligger i provinsen Sichuan, i den sydvästra delen av landet, omkring 86 kilometer nordväst om provinshuvudstaden Chengdu. Antalet invånare är 2 857. Befolkningen består av 1 294 kvinnor och 1 563 män. Barn under 15 år utgör 18,0 %, vuxna 15-64 år 71 %, och äldre över 65 år 9,0 %.
Genomsnittlig årsnederbörd är 1 273 millimeter. Den regnigaste månaden är juli, med i genomsnitt 297 mm nederbörd, och den torraste är januari, med 12 mm nederbörd.